# Люараси, Петро Нини
Петро Нини Люараси (алб. Petro Nini Luarasi; 22 марта 1864, Люарас — 17 августа 1911, Эрсека) — албанский деятель Албанского национального возрождения, православный священник, преподаватель и журналист. Его отец Нини Петро Люараси также был активистом национального движения, публицистом и преподавателем.

## Биография
После окончания семинарии в Кесторате, где его наставником был Кото Ходжи, Петро Нини Люараси работал учителем в деревнях района Колоня, тайно преподавая албанский язык и подготовив ряд своих друзей в качестве будущих учителей албанского языка. В 1887 году Люараси и его коллега-учитель Танас Сина взяли на себя управление албанской школой в Корче, после того, как её основатель Панделе Сотири покинул её, переехав в Грецию. В 1887—1893 годах Люараси открыл в Эрсеке и некоторых сёлах Колони албаноязычные школы. Открытие и поддержка Люараси албанских школ в районе Колони привела его к конфликту с Филаретом, греческим архиепископом Кастории. В 1892 году было направлено циркулярное письмо православному албанскому населению Колони, которое отвергало какие-либо связи между ним и Люараси, объявлявшего последнего как «проклятого ренегата», распространяющего «свободное масонство и протестантизм», осуждавшего его работу над албанским обучением и заявлявшего, что албанского языка «не существует».
Впоследствии Люараси эмигрировал в США, где жил в 1904—1908 годах. Там он был активистом Албанского национального возрождения и инициатором создания патриотических объединений «Ностальгия по Родине» (алб. Malli i Mëmëdheut) и «Пеласги» (алб. Pellazgu). Люараси также работал директором и учителем в первой албаноязычной школе сестёр Герази в Корче, а в 1909—1911 годах занимал должность директора школы в Неговане, основанной Кристо Неговани.

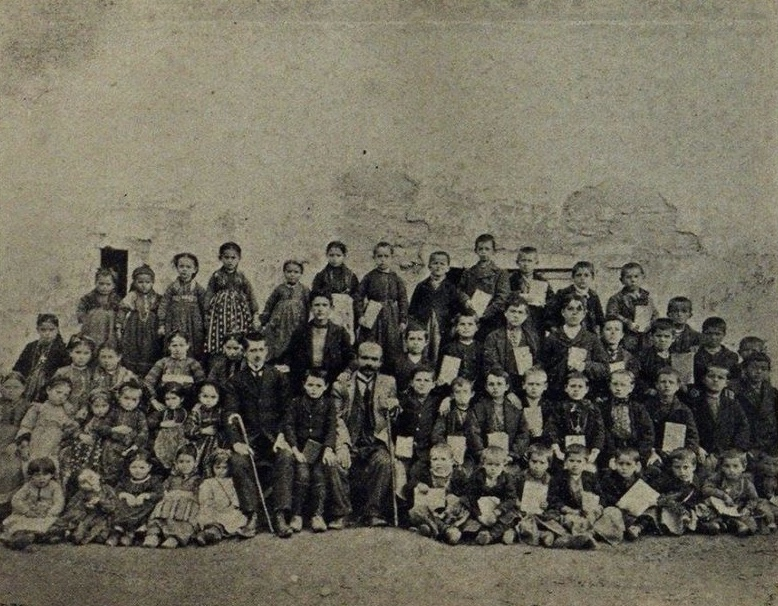
Албанская школа в Неговане в 1909 году. Петро Нини Люараси (учитель) в центре.

Люараси также внёс свой вклад в деятельность организаций, борющихся за независимость Албании от Османской империи.
Петро Нини Люараси был одним из делегатов на Конгрессе в Манастире, где вырабатывался стандартизированный албанский алфавит, в 1908 году. За свои националистическую деятельность, преподавание албанского языка и социальную активность он подвергался преследованиям как со стороны младотурок, так и со стороны константинопольского патриарха. Люараси умер, отравленный ими, 17 августа 1911 года.

## Журналистская деятельность
Петро Нини Люараси сотрудничал, издавал и был главным редактором в следующих журналах:
- «Национальный союз» (алб. Bashkimi i kombit), издававшийся в Манастире, в 1909—1910 годах, где он был главным редактором;
- «Дрита» (алб. Drita), издававшаяся в Софии, в 1907—1908 годах;
- «Нация», (алб. Kombi), выходившая в Бостоне, в 1908 году;
- «Свобода» (алб. Liria) выходившая в Салониках, в 1909—1910 годах.

В этих журналах публиковались его преподавательские, поэтические и публицистические материалы. В своей политической работе «Проклятие албанского письма» (алб. Mallkimi i shkronjave shqipe) и в «Диффамации албанца» (алб. Çpërfolja e shqiptarit) (Манастир, 1911 год) Люараси отстаивал права албанского народа на собственную национальную культуру. Он пропагандировал основные идеи Албанского национального возрождения, которые заключались в объединении албанского народа в его борьбе за свободу Албании, независимо от религиозных убеждений.

## Признание
Петро Нини Люараси был посмертно награждён правительством Албании званием Народного учителя Албании. Средняя школа в Тиране носит его имя. 13 января 2012 года президент Албании Бамир Топи наградил его орденом Чести нации Албании.